# Filip Flisar
Filip Flisar (* 28. September 1987 in Maribor) ist ein slowenischer Freestyle-Skier. Er ist auf die Disziplin Skicross spezialisiert. Seine bisher größten Erfolge sind der Gewinn der Skicross-Weltcupwertung in der Saison 2011/12 und der Weltmeistertitel 2015.

## Biografie
Zu Beginn seiner Sportkarriere war Flisar ein alpiner Skirennläufer. Ab Dezember 2002 trat er zu FIS-Rennen an und spezialisierte sich mit der Zeit auf die schnellen Disziplinen Abfahrt und Super-G. 2007 stand er bei fünf Rennen im Europacup im Einsatz, kam aber nicht über einen 40. Platz hinaus. Im selben Jahr nahm Flisar an den Juniorenweltmeisterschaften 2007 teil, wobei er in der Abfahrt Sechster und im Super-G Achter wurde. Dies blieben seine einzigen nennenswerten Erfolge, sodass er sich dem Skicross zuwandte.
Sein Debüt im Freestyle-Weltcup hatte Flisar am 6. März 2008 in Grindelwald, wo er sich auf Rang 53 platzierte. Am 11. Januar 2009 nahm er das einzige Mal an einer Weltcupveranstaltung in der Disziplin Halfpipe teil und gewann als 28. erstmals Weltcuppunkte. Die ersten Skicross-Weltcuppunkte folgten am 19. Februar 2009 mit Platz 22 in Myrdalen-Voss. Im Januar 2010 stieß er im Weltcup unter die besten zehn, als Achter bei den Olympischen Winterspielen 2010 erzielte er sein bis dahin bestes Ergebnis.
Flisars beste Rangierung in der Weltcupsaison 2010/11 war ein 4. Platz. Nach einem verhaltenen Saisonstart konnte er am 11. Januar 2012 in Alpe d’Huez eher überraschend seinen ersten Weltcupsieg feiern. Bei den Winter-X-Games 2012 gewann er die Silbermedaille. Mit zwei Siegen in Götschen und Grindelwald sowie zwei zweiten Plätzen sicherte er sich den Gewinn der Skicross-Weltcupwertung der Saison 2011/12. Zu Beginn der Saison 2012/13 gelang ihm ein weiterer Weltcupsieg in Telluride. In der Saison 2013/14 kam Flisar im Weltcup nicht über einen 16. Platz hinaus, belegte aber bei den Olympischen Winterspielen 2014 in Sotschi den 6. Platz.
Während der Weltcupsaison 2014/15 erzielte Flisar nur zwei Top-10-Platzierungen, darunter einen zweiten Platz. Etwas überraschend gewann er bei den Weltmeisterschaften 2015 am Kreischberg die Goldmedaille. Im Winter 2015/16 gelangen ihm drei Weltcup-Podestplatz, darunter ein Sieg in Idre. Zwei weitere Siege folgten zu Beginn der Saison 2016/17 in Innichen. Bei den Weltmeisterschaften 2017 zog er wiederum in den Finallauf ein, die Titelverteidigung blieb ihm jedoch verwehrt und er klassierte sich auf dem 4. Platz.
Flisar nahm an den Mountainbike-Weltmeisterschaften 2016 teil und belegte in der Disziplin FourCross den zehnten Platz.

## Erfolge

### Olympische Spiele
- Vancouver 2010: 8. Skicross
- Sotschi 2014: 6. Skicross
- Pyeongchang 2018: 7. Skicross

### Weltmeisterschaften
- Deer Valley 2011: 11. Skicross
- Voss 2013: 5. Skicross
- Kreischberg 2015: 1. Skicross
- Sierra Nevada 2017: 4. Skicross
- Park City 2019: 8. Skicross

### Weltcupwertungen
| Saison  | Gesamt | Gesamt | Skicross | Skicross | Halfpipe | Halfpipe |
| Saison  | Platz  | Punkte | Platz    | Punkte   | Platz    | Punkte   |
| ------- | ------ | ------ | -------- | -------- | -------- | -------- |
| 2008/09 | 167.   | 2      | 50.      | 9        | 45.      | 3        |
| 2009/10 | 107.   | 4      | 37.      | 49       | –        | –        |
| 2010/11 | 45.    | 19     | 13.      | 213      | –        | –        |
| 2011/12 | 5.     | 48     | 1.       | 482      | –        | –        |
| 2012/13 | 24.    | 33     | 6.       | 328      | –        | –        |
| 2013/14 | 201.   | 3      | 45.      | 35       | –        | –        |
| 2014/15 | 59.    | 17     | 19.      | 189      | –        | –        |
| 2015/16 | 25.    | 31,58  | 5.       | 379      | –        | –        |
| 2016/17 | 22.    | 37,50  | 4.       | 525      | –        | –        |
| 2017/18 | 91.    | 15,80  | 20.      | 158      | –        | –        |
| 2018/19 | 77.    | 17,27  | 18.      | 190      | –        | –        |
| 2019/20 | 140.   | 8,91   | 31.      | 98       | –        | –        |

### Weltcupsiege
Flisar errang im Weltcup bisher 16 Podestplätze, davon 7 Siege:
| Datum             | Ort         | Land        |
| ----------------- | ----------- | ----------- |
| 11. Januar 2012   | Alpe d’Huez | Frankreich  |
| 26. Februar 2012  | Götschen    | Deutschland |
| 10. März 2012     | Grindelwald | Schweiz     |
| 13. Dezember 2012 | Telluride   | USA         |
| 13. Februar 2016  | Idre        | Schweden    |
| 21. Dezember 2016 | Innichen    | Italien     |
| 22. Dezember 2016 | Innichen    | Italien     |

### Weitere Erfolge
- Winter-X-Games 2012: 2. Skicross
- Alpine Ski-Juniorenweltmeisterschaften 2007: 6. Abfahrt, 8. Super-G
- Mountainbike-Weltmeisterschaften 2016: 10. FourCross